# Belgie na Letních olympijských hrách 1968
Belgie se účastnila Letní olympiády 1968 v Mexiku. Zastupovalo ji 82 sportovců (77 mužů a 5 žen) ve 13 sportech.

## Medailisté
| Medaile | Jméno                           | Sport      | Soutěž                    |
| ------- | ------------------------------- | ---------- | ------------------------- |
| Stříbro | Serge Reding                    | Vzpírání   | Muži těžká váha do 110 kg |
| Bronz   | Daniel Goens Robert van Lancker | Cyklistika | Muži tandem               |